# Шнякин, Владимир Николаевич
Влади́мир Никола́евич Шня́кин (28 февраля 1936, Москва — 26 марта 2012) — начальник проектно-конструкторского бюро по разработке ракетных двигателей ГП КБ «Южное», лауреат Государственной премии СССР.

## Биография
Сын Николая Сергеевича Шнякина, главного инженера завода «Энергомаш», лауреата Ленинской премии.
Окончил физико-технический факультет Днепропетровского государственного университета по специальности «Инженер-механик» (1958).
Работал в КБ «Южное»:
- 1958—1979 инженер, ст. инженер, начальник группы, начальник сектора,
- 1979—1987 начальник отдела,
- 1987—1994 зам. главного конструктора,
- 1994—2002 главный конструктор КБ по жидкостным ракетным двигателям,
- с 2002 зам. генерального конструктора КБ «Южное», главный конструктор КБ ЖРД и РДТТ (жидкостных и твердотопливных ракетных двигателей).

Внес огромный вклад в разработку двигателей для ракет-носителей «Зенит», «Циклон», «Вега», в создание производственной и испытательной базы ракетных двигателей.
Получил 23 авторских свидетельства на изобретения. Кандидат технических наук.
Скончался 26 марта 2012 года, похоронен на Запорожском кладбище города Днепра.
Награждён орденами «Знак Почёта», Трудового Красного Знамени. Лауреат Государственной премии СССР 1988 года, полный кавалер ордена «За заслуги», академик Международной академии астронавтики, заслуженный работник промышленности.